# 三枝守義
三枝 守義（さいぐさ もりよし、天文9年（1540年） - 天正3年5月21日（1575年6月29日））は、戦国時代の武将。通称源左衛門。

## 略歴
三枝虎吉の子で武田氏に仕えた。天正3年（1575年）5月21日、長篠の戦いで鳶ヶ巣において討死した。享年36  。
子に三枝守秀、守廣がいる 。